# Fukuma Kana
Fukuma Kana (福間香奈 (Phúc Gian Hương Nại) trước khi kết hôn là Satomi Kana, sinh ngày 2 tháng 3 năm 1992 tại Izumo, Shimane, Nhật Bản) là một Nữ Lưu kì sĩ trực thuộc Liên đoàn Shogi Nhật Bản, có số hiệu Nữ Lưu là 33. Cô là môn hạ của Mori Keiji Cửu đẳng. Cô tốt nghiệp trường Cao trung Taisha tỉnh Shimane. Biệt danh của cô là 「出雲のイナズマ -  Inazuma của Izumo」nhờ sự sắc sảo trong giai đoạn tàn cuộc. Em gái của Fukuma - Kawamata Saki cũng là một Nữ Lưu kì sĩ. 

## Sự nghiệp kì thủ

### Tới với con đường chuyên nghiệp
Cô học chơi shogi năm lên 5, nhờ người cha và anh trai của mình, và cũng bắt đầu tham gia các lớp dạy cờ khi đó. Em gái của cô - Kawamata Saki (川又咲紀, nhỏ hơn Satomi 5 tuổi) sau này cũng trở thành một Nữ Lưu kì sĩ. 
Năm 2002, khi Satomi đang học lớp 5 tiểu học, cô chiến thắng giải Nữ Vương nghiệp dư chiến, tổ A. Năm 2003, cô lọt vào top 8 của giải Tiểu học Danh Nhân chiến kì thứ 28. Là một trong hai đại diện của các Nữ Lưu kì sĩ nghiệp dư, cô tham gia giải Nữ mở rộng cùng năm, nhưng thất bại trước Fujita Aya (người sau này cũng trở thành Nữ Lưu kì sĩ) ở vòng 1. Ở giải Nữ Vương nghiệp dư sau đó, cô để thua 0-2 trước Khiêu chiến giả Ishiuchi Nanae và đánh mất danh hiệu nghiệp dư của mình. 
Vào tháng 10 năm 2003, cô tham gia Trường đào tạo Nữ Lưu kì sĩ (女流育成会 (Nữ Lưu dục thành hội)). Khi đó, hệ thống của trường đào tạo được thay đổi từ hệ thống cấp A - cấp B (A級・B級) sang đánh vòng tròn với tất cả các học sinh trong trường đào tạo, và Satomi đứng đầu trường trong hai kì liên tiếp, giúp cô trở thành người có quãng đường ngắn nhất (và trên lý thuyết là ngắn nhất có thể) để tốt nghiệp Trường đào tạo Nữ Lưu kì sĩ.

### Trở thành Nữ Lưu kì sĩ
Ngày 1 tháng 10 năm 2004, cô trở thành Nữ Lưu kì sĩ với mức xếp hạng Nữ Lưu Nhị cấp. 
Năm 2005, cô vượt qua giai đoạn Sơ loại của Nữ Lưu Danh Nhân chiến kì thứ 33 và được xếp vào tổ B của hệ thống vào năm 2006. Cùng năm, Satomi cũng chiến thắng giai đoạn Sơ loại của Nữ Lưu Vương Tướng chiến kì thứ 28 và lọt vào giai đoạn Xác định Khiêu chiến giả, tuy nhiên thất bại ngay từ vòng 1 trước Suzuki Kanna. Nhờ những thành tích trên, ngày 1 tháng 4 năm 2006, cô đạt đủ điều kiện để được thăng lên Nữ Lưu Nhất cấp. Trong quá trình thi đấu ở tổ B của Nữ Lưu Danh Nhân chiến kì thứ 33, cô đạt thành tích 7 thắng - 2 thua, về nhì và được lên chơi ở tổ A của giải đấu vào năm tiếp theo - 2007.
Cũng trong năm 2006, cô lọt vào trận Chung kết của giải Nữ mở rộng gặp Yauchi Rieko đương kim Nữ Lưu Danh Nhân, giành chiến thắng ở ván thi đấu đầu tiên nhưng để thua chung cuộc với tỉ số 1-2. Với việc trở thành Á quân ở giải này, cô đạt đủ điều kiện để được thăng lên Nữ Lưu Sơ đẳng (22 tháng 2 năm 2007), và cũng theo đó Satomi nhận được rất nhiều sự chú ý bởi nếu như cô chiến thắng giải đấu này, cô sẽ trở thành người trẻ nhất vô địch Giải Nữ mở rộng. Tạp chí Thế giới Shogi đã mô tả sự việc này: "Điều thú vị thứ hai sau chiến tích Thất quán của Habu Yoshiharu"
Trong năm 2007, tại giải Nữ Lưu Vương Tướng chiến kì thứ 29, cô tiếp tục vượt qua Sơ loại, sau đó chiến thắng lần lượt trước Saida Haruko Thương Phu Đằng Hoa, Ishibashi Sachio Nữ Lưu Tứ đẳng và cuối cùng là Yauchi Rieko Nữ Lưu Danh Nhân để tiến vào trận Chung kết Xác định Khiêu chiến giả. Tuy nhiên ở ván đấu cuối cùng, Satomi lại thất bại trước Shimizu Ichiyo Nữ Lưu Vương Vị, từ đó đánh mất cơ hội được thách đấu danh hiệu lần đầu tiên. Vào ngày 28 tháng 9 cùng năm, cô tiếp tục thất bại trước Shimizu Ichiyo ở trận Chung kết Xác định Khiêu chiến giả của Thương Phu Đằng Hoa chiến kì thứ 15. Theo lời của phóng viên tác nghiệp khi đó, Satomi sau khi thất bại, trong phần bình luận sau ván đấu đã khóc, và đối thủ của cô là Shimizu và tất cả mọi người trở nên bối rối và đề nghị rằng phần cảm tưởng chiến này nên được dừng lại, nhưng Satomi vẫn tiếp tục cho tới hết. Cũng trong năm 2007, cô lập kỉ lục trở thành kì thủ nữ trẻ nhất tham gia một giải đấu chính thức (15 tuổi, Tân Nhân Vương chiến hạng mục U-26, ngày 8 tháng 10 năm 2007)

### Chiến thắng danh hiệu Nữ Lưu
Ngày 29 tháng 9 năm 2008, Satomi giành chiến thắng trước Tomomi Kai Nữ Lưu Nhị đẳng trong trận Chung kết Xác định Khiêu chiến giả của Thương Phu Đằng Hoa chiến kì thứ 16, từ đó có lần đầu tiên thách đấu một danh hiệu lớn của thế giới Nữ Lưu, đồng thời đạt đủ điều kiện để được thăng lên Nữ Lưu Nhị đẳng cùng ngày. Trong loạt trận 3 ván tranh danh hiệu trước đương kim khi đó là Shimizu Ichiyo, cô thắng cả hai ván (6/11 và 23/11) để chiến thắng danh hiệu Nữ Lưu đầu tiên trong sự nghiệp - Thương Phu Đằng Hoa (16 tuổi, 8 tháng, là kì thủ nữ trẻ thứ ba chiến thắng một danh hiệu sau Hayashiba Naoko và Nakai Hiroe), cũng đồng thời đạt điều kiện "chiến thắng một danh hiệu Nữ Lưu" để được thăng lên Nữ Lưu Tam đẳng (1/4/2009). Đây là lần đầu tiên mà một Nữ Lưu kì sĩ tới từ Kansai chiến thắng một danh hiệu Nữ Lưu. 
Ngày 9 tháng 1 năm 2009, cô đánh bại Inaba Akira Tứ đẳng tại Tân Nhân Vương chiến kì thứ 40, từ đó phá kỷ lục về kì thủ nữ trẻ nhất chiến thắng trước một kì thủ nam ở một giải chính thức (16 tuổi, 10 tháng). Ngày 22/11 cùng năm, Satomi bảo vệ thành công danh hiệu Thương Phu Đằng Hoa của mình lần đầu tiên bằng việc đánh bại khiêu chiến giả Nakamura Marika Nữ Lưu Nhị đẳng với tỉ số 2-0 ở Thương Phu Đằng Hoa chiến kì thứ 17.Cũng trong năm 2009, ở Nữ Lưu Danh Nhân chiến kì thứ 39 - Tổ A, cô đứng đầu tổ thi đấu với 7 thắng - 2 thua, cùng với Chiba Ryoko Nữ Lưu Tam đẳng và Iwane Shinobu Nữ Lưu Nhị đẳng đồng hiệu số, và sau khi một vòng play-off phụ được tổ chức giữa ba kì thủ này, Satomi là người chiến thắng cuối cùng để giành quyền khiêu chiến Nữ Lưu Danh Nhân (10/12).Trong loạt trận 5 ván với đương kim Nữ Lưu Danh Nhân - Shimizu Ichiyo, cô thắng một mạch ba ván đấu liên tiếp (24 tháng 1 - 31 tháng 1 và 10 tháng 2 năm 2010), trở thành kì thủ nữ trẻ thứ ba trong lịch sử (17 tuổi, 11 tháng) chiến thắng danh hiệu này.Cũng nhờ việc chiến thắng danh hiệu Nữ Lưu Danh Nhân, cô đạt đủ điều kiện để được thăng lên Nữ Lưu Tứ đẳng (chiến thắng 3 danh hiệu Nữ Lưu, gồm Thương Phu Đằng Hoa - 2 và Nữ Lưu Danh Nhân - 1).Cùng năm, Satomi với tư cách Nữ Lưu kì sĩ có lần đầu tiên được tham gia giải Shogi trên truyền hình - NHK Cup lần thứ 60, với đối thủ ở vòng đầu tiên là Kobayashi Hiroshi Lục đẳng và cô để thua trước kì thủ này. Ngày 30/9/2010, cô trở thành Khiêu chiến giả của Nữ Lưu Vương Tướng đương kim khi đó là Shimizu Ichiyo, bằng cách đánh bại đối thủ là Ueda Hatsumi Nữ Lưu Nhị đẳng khi đó Trong loạt trận ba ván tranh danh hiệu trước Shimizu Nữ Lưu Vương Tướng, cô để thua ván đầu tiên, nhưng sau đó chiến thắng cả hai ván cờ còn lại và vào ngày 28 tháng 10, cô chính thức đoạt thành công danh hiệu Nữ Lưu Vương Tướng - từ đó trở thành Nữ Lưu Tam quán (Nữ Lưu kì sĩ sở hữu ba danh hiệu cùng một lúc) trẻ tuổi nhất trong lịch sử (18 tuổi 7 tháng, kỉ lục trước đó là 26 tuổi của chính Shimizu vào năm 1994). Ngày 3 tháng 11 cùng năm, Satomi Kana tiếp tục đánh bại Iwane Shinobu Nữ Lưu Nhị đẳng ở loạt trận tranh danh hiệu Thương Phu Đằng Hoa Kỳ thứ 18 để bảo vệ danh hiệu này năm thứ ba liên tiếp.

### Gia nhập Trường đào tạo Kỳ thủ Trẻ
Ngày 15 tháng 2 năm 2011, Satomi đánh bại Shimizu Ichiyo Nữ Lưu Lục đẳng trong loạt trận cuối cùng của Nữ Lưu Danh Nhân chiến kì 37 để tiếp tục sở hữu danh hiệu này. Cùng năm đó, cô chiến thắng đủ 5 ván ở Bạch tổ trong giai đoạn Xác định Khiêu chiến giả của Nữ Lưu Vương Vị chiến kì thứ 22, tuy nhiên lại thất bại trước Shimizu Nữ Lưu Lục đẳng (người chiến thắng Hồng tổ với hiệu số 4-1) vào ngày 1 tháng 4, từ đó không có cơ hội trở thành khiêu chiến giả.
Tháng 5 cùng năm đó, Satomi tham gia kỳ thi để gia nhập Trường đào tạo Kỳ thủ Trẻ, cô thất bại trước Kato Momoko Nhị cấp ở ván đầu tiên, nhưng chiến thắng trước Ito Sae Nhị cấp - sau đó là Nishiyama Tomoka Tứ cấp và cuối cùng, ngày 21 tháng 5 - cô chính thức gia nhập Trường Đào tạo với mức xếp hạng Nhất cấp. Trước Satomi, một kì thủ nữ không được phép vừa là người của Trường đào tạo - vừa là người của Nữ Lưu kì sĩ hội và khi họ đã tham gia Trường đạo tạo sẽ không được phép tham gia các giải danh hiệu Nữ Lưu nữa, tuy nhiên Satomi Kana là ngoại lệ - và cũng là tiền đề để ngày 26 tháng 5 năm 2011, sau khi Satomi vượt qua kỳ thi này, Liên đoàn Shogi Nhật Bản đã cho phép các Nữ Lưu kì sĩ đang tham gia Trường đào tạo được tham gia các giải danh hiệu Nữ Lưu.
Ngày 18 tháng 10 cùng năm, cô bảo vệ thành công danh hiệu Nữ Lưu Vương Tướng ở trận tranh danh hiệu kì thứ 33 trước đối thủ là Ishibashi Sachio Nữ Lưu Tứ đẳng, từ đó trở thành nữ kì thủ trẻ nhất được thăng lên đẳng cấp Nữ Lưu Ngũ đẳng (19 tuổi 7 tháng). Ngày 27 tháng 11 cùng năm, cô tiếp tục giành chiến thắng trong loạt trận tranh ngôi của Thương Phu Đằng Hoa chiến kì thứ 19 trước Khiêu chiến giả là Shimizu Ichiyo Nữ Lưu Lục đẳng - từ đó bảo vệ thành công danh hiệu này lần thứ tư liên tiếp.
Ngày 7 tháng 1 năm 2012, trong buổi gặp mặt thường niên của Trường đào tạo chi nhánh Kansai, Satomi đã được thăng lên Sơ đẳng (từ Nhất cấp, khi đã đạt đủ điều kiện với 12 trận thắng - 4 trận thua), trở thành học viên nữ đầu tiên của Trường đào tạo Kỳ thủ Trẻ được thăng lên Sơ đẳng, đi kèm đó là phần thưởng trị giá 1 triệu Yên.
Ngày 15 tháng 2 năm 2012, Satomi tiếp tục giành chiến thắng chung cuộc trước Shimizu Nữ Lưu Lục đẳng ở loạt tranh ngôi của Nữ Lưu Danh Nhân chiến kì thứ 38, bảo vệ thành công danh hiệu này lần thứ ba liên tiếp, trở thành nữ kì thủ ở độ tuổi thiếu niên thứ hai trong lịch sử chiến thắng danh hiệu Nữ Lưu Danh Nhân 3 lần liên tiếp, sau kỉ lục 30 năm trước đó của Hayashiba Naoko (1982-1984). 

### Nữ Lưu Tứ quán - Danh dự Nữ hoàng
Cũng trong năm 2012, Satomi Kana giành quyền khiêu chiến ở Nữ Lưu Vương Vị chiến kì thứ 23. Trong loạt trận tranh ngôi 5 ván với đương kim khi đó là Tomomi Kai, cô thắng ván đầu tiên (26 tháng 4) - ván thứ hai (8 tháng 5) và ván thứ ba quyết định vào ngày 23 tháng 5, từ đó thành công sở hữu danh hiệu Nữ Lưu Vương Vị và trở thành Nữ Lưu Tứ quán - kì thủ nữ sở hữu đồng thời 4 danh hiệu Nữ Lưu trẻ nhất lịch sử (20 tuổi 2 tháng, kỉ lục trước đó là 27 tuổi 5 tháng của Shimizu Ichiyo vào năm 1996). Ngày 3 tháng 9 cùng năm, cô thất bại trước Honda Sayuri Nữ Lưu Nhị đẳng ở trận Chung kết Xác định Khiêu chiến giả của Nữ Lưu Vương Tọa chiến kì 2. Ngày 12 tháng 10 cùng năm, cô bảo vệ thành công danh hiệu Nữ Lưu Vương Tướng của mình khi đánh bại Nakamura Marika Nữ Lưu Nhị đẳng với tỉ số 2-1 ở Nữ Lưu Vương Tướng chiến kì 34. Ngày 23 tháng 11 cùng năm, cô đánh bại Yauchi Rieko Nữ Lưu Tứ đẳng với tỉ số 2-0 để chiến thắng chung cuộc Thương Phu Đằng Hoa chiến kì thứ 20, bảo vệ thành công danh hiệu này lần thứ 5 liên tiếp và đạt đủ điều kiện cho danh dự [Nữ hoàng Thương Phu Đằng Hoa - クイーン倉敷藤花].
Ngày 27 tháng 2 năm 2013, Satomi Kana bảo vệ thành công danh hiệu Nữ Lưu Danh Nhân của mình lần thứ tư liên tiếp khi đánh bại Ueda Hatsumi Nữ Vương trong loạt trận tranh ngôi của Nữ Lưu Danh Nhân chiến kì thứ 39 với tỉ số 3-2 chung cuộc. Đây là lần đầu tiên mà Satomi phải phòng thủ danh hiệu của mình trước một Nữ Lưu kì sĩ khác cũng đang sở hữu danh hiệu, và loạt trận này đã kéo dài tới ván thứ 5 quyết định.  

### Nữ Lưu Ngũ quán - Tam đẳng
Ngày 4 tháng 3 năm 2013, Satomi Kana chiến thắng trận Chung kết Xác định Khiêu chiến giả của Giải Mynavi nữ mở rộng kì thứ 6 để giành quyền thách đấu danh hiệu Nữ Vương của Ueda Hatsumi. Trong loạt trận 5 ván tranh danh hiệu được tổ chức sau đó, Satomi giành chiến thắng 3-0 lần lượt vào ngày 3 tháng 4 - 16 tháng 4 và ván thứ ba vào ngày 1/5, từ đó thành công sở hữu danh hiệu Nữ Vương - trở thành Nữ Lưu Ngũ quán (sở hữu cùng một lúc 5 danh hiệu Nữ Lưu) đầu tiên của Shogi Nhật Bản chuyên nghiệp.
Ngày 17 tháng 6 cùng năm, trong ván thi đấu thứ năm của Nữ Lưu Vương Vị chiến kì 24 đối đầu với người thách đấu là Tomomi Kai, cô đã thất bại với tỉ số 2-3 chung cuộc, từ đó đánh mất danh hiệu này, đồng thời chấm dứt chuỗi 14 chiến thắng danh hiệu liên tiếp kể từ lần đầu tiên thách đấu. Ngày 23 tháng 10 cùng năm, Satomi mất danh hiệu Nữ Lưu Vương Tướng trước Kagawa Manao, sau đó là Thương Phu Đằng Hoa vào ngày 24 tháng 11 trước Tomomi Kai. Tuy nhiên, vào ngày 13 tháng 12 năm 2013, cô đã thành công đoạt danh hiệu Nữ Lưu Vương Tọa của Momoko Kato đương kim sau bốn ván đấu - trở thành Nữ Lưu kì sĩ đầu tiên giành đủ 6 danh hiệu khác nhau của thế giới Nữ Lưu khi đó.  
Ngày 9 tháng 2 năm 2014, cô đánh bại Nakamura Marika Nữ Lưu Nhị đẳng bằng ba ván thắng liên tiếp ở loạt trận tranh danh hiệu Nữ Lưu Danh Nhân lần thứ 40, từ đó bảo vệ thành công danh hiệu này lần thứ 5 - đạt đủ điều kiện cho danh dự [Nữ hoàng Danh Nhân - クイーン名人]  
Ở Trường đào tạo, Satomi với 12 ván thắng và 4 ván thua, đã trở thành nữ kì thủ đầu tiên được thăng lên Nhị đẳng bởi Liên đoàn vào ngày 29 tháng 6 năm 2013. Ngày 23 tháng 12 cùng năm, cũng với thành tích 12 ván thắng - 4 ván thua, cô trở thành người phụ nữ đầu tiên được phong Tam đẳng bởi Liên đoàn, và trở thành kì thủ nữ đầu tiên tham gia kì Giải đấu Tam đẳng lần thứ 55 bắt đầu vào tháng tư năm 2014.

### Nghỉ ngơi và quay trở lại, Giải đấu Tam đẳng và rời khỏi Tưởng Lệ hội
Ngày 14 tháng 2 năm 2014, Satomi thất bại tại vòng 4, giai đoạn Xác định Khiêu chiến giả của Nữ Lưu Vương Vị chiến (trước Nakamura Momoko Nữ Lưu Sơ đẳng) vì lý do sức khỏe, và vào ngày 27 tháng 2 cùng năm, yêu cầu nghỉ ngơi sáu tháng từ ngày 1 tháng 3 tới hết ngày 31 tháng 8 của Satomi được chấp thuận bởi Liên đoàn Shogi Nhật Bản, và cũng theo đó cô không thể tham dự Giải đấu Tam đẳng lần thứ 55, sau đó là chỉ tham dự loạt trận tranh danh hiệu để bảo vệ danh hiệu Nữ Vương tại Giải Mynavi Nữ mở rộng lần thứ 7 - tuy nhiên cô đã thất bại với tỉ số 1-3 trước Kato Momoko khiêu chiến giả. 
Ngày 29 tháng 8 cùng năm, vẫn do lý do sức khỏe - cô tiếp tục xin rút lui bốn tháng (từ ngày 1 tháng 9 cho tới ngày 31 tháng 12) và được chấp thuận. Theo đó, loạt trận tranh danh hiệu Nữ Lưu Vương Tọa lần thứ tư mà cô đang là đương kim sẽ trở thành loạt trận giữa hai kì thủ lọt vào trận chung kết Xác định Khiêu chiến giả giữa Kato Momoko Nữ Vương và Nishiyama Tomoka - tiếp theo đó là Giải đấu Tam đẳng lần thứ 56.
Tháng 11 cùng năm, Satomi Kana đã thông báo rằng cô sẽ quay trở lại các giải đấu cờ kể từ tháng 1 năm 2015, tuy nhiên tiếp tục bỏ ngỏ không tham dự Tam đẳng Chiến lần thứ 57.
Ngày 8 tháng 1 năm 2015, cô chính thức quay trở lại với ván đấu đầu tiên là ở Nữ Lưu Vương Vị chiến kì thứ 26 (trước đối thủ Nakai Hiroe Nữ Lưu Lục đẳng), sau đó vẫn thành công bảo vệ danh hiệu Nữ Lưu Danh Nhân tại kì thứ 41 trước Shimizu Ichiyo Nữ Lưu Lục đẳng bằng ba chiến thắng liên tiếp - trở thành kì thủ nữ đầu tiên sở hữu một danh hiệu tới 6 lần liên tiếp. Ngày 27 tháng 5 cùng năm, cô đoạt lại danh hiệu Nữ Lưu Vương Vị tại kì thứ 26 khi đánh bại Tomomi Kai bằng ba chiến thắng liên tiếp. 
Ngày 1 tháng 8 năm 2015, tại vòng Sơ loại của Giải MyNavi Nữ mở rộng, cô chiến thắng để từ đó đạt được chuỗi 20 ván thắng liên tiếp - san bằng với kỉ lục tương tự của Nakai Hiroe về chuỗi trận thắng liên tiếp dài nhất của một Nữ Lưu kì sĩ. Kỉ lục này sau đó dừng ở 21 ván sau khi thất bại trước Ito Sae Nữ Lưu Sơ đẳng ở Nữ Lưu Vương Tọa chiến vào ngày 1 tháng 9.
Ngày 25 tháng 8 cùng năm, Satomi thông báo về việc sẽ tham gia Giải đấu Tam đẳng lần thứ 58. Ngày 3 tháng 11, cô chiến thắng ván cờ vào buổi sáng trong ngày thi đấu đó, từ đó trở thành nữ kì thủ đầu tiên chiến thắng một ván đấu ở Giải đấu Tam đẳng. Ngày 13 tháng 10, cô đánh bại Kagawa Manao tại Nữ Lưu Vương Tướng chiến kì 37 để từ đó đoạt lại danh hiệu này. Ngày 23 tháng 11, cô tiếp tục chiến thắng Thương Phu Đằng Hoa chiến kì thứ 23 để từ đó giành lại danh hiệu này từ tay Tomomi Kai, cũng từ đó để vượt qua Nakai Hiroe về số danh hiệu Nữ Lưu đã giành được là 20. 
Năm 2016, cô bảo vệ thành công danh hiệu Nữ Lưu Vương Vị trước người thách đấu là Iwane Shinobu bằng ba chiến thắng liên tiếp, sau đó là hai ván thắng liên tiếp ở Nữ Lưu Vương Tướng chiến kì 38 trước Kagawa Manao, để từ đó nhận được vinh dự [クイーン王将 - Nữ hoàng Vương Tướng]. Ngày 25 tháng 11, cô giành chiến thắng chung cuộc ở Nữ Lưu Vương Tọa chiến kì thứ 6 để đoạt lại danh hiệu Nữ Lưu Vương Tọa từ tay Kato Momoko, từ đó trở lại với Nữ Lưu Ngũ quán sau 3 năm và 5 tháng, và chỉ cần thêm một danh hiệu nữa để thống nhất toàn bộ dưới tay mình - đó là Nữ Vương tại Giải Mynavi Nữ mở rộng khi đó đang được sở hữu bởi Kato Momoko. Tại Nữ Lưu Danh Nhân chiến kì thứ 43, trong loạt trận tranh danh hiệu, cô bất ngờ thất bại hai ván đầu tiên trước Ueda Hatsumi và bị đẩy vào thế chân tường, tuy nhiên đã thành công giành chiến thắng cả ba ván sau đó để bảo vệ danh hiệu của mình vào ngày 22 tháng 2 năm 2017. Tuy nhiên, đúng sáu ngày sau đó (28 tháng 2), cô bất ngờ nhận một thất bại trước chính Ueda tại Chung kết Xác định Khiêu chiến giả tại Giải Mynavi Nữ mở rộng, từ đó mất cơ hội thách đấu danh hiệu Nữ Vương. Ngày 18 tháng 2 năm 2018, tại kì Tam đẳng Chiến lần thứ 62, khi mà Satomi đã chạm tới giới hạn 26 tuổi của Trường Đào tạo Kỳ thủ trẻ, cô nhận thất bại thứ 9 tại vòng 16 để từ đó không còn khả năng gia hạn thời gian tham gia Tưởng Lệ hội, và từ đó phải rời khỏi Trường Đào tạo khi kết thúc kì thứ 62 này.
| Thành tích của Satomi Kana qua các kì Giải đấu Tam đẳng | Thành tích của Satomi Kana qua các kì Giải đấu Tam đẳng | Thành tích của Satomi Kana qua các kì Giải đấu Tam đẳng |
| Kì                                                      | Thành tích thi đấu                                      | Kết quả                                                 |
| ------------------------------------------------------- | ------------------------------------------------------- | ------------------------------------------------------- |
| 55                                                      | Không tham gia do lý do sức khỏe.                       | Không tham gia do lý do sức khỏe.                       |
| 56                                                      | Không tham gia do lý do sức khỏe.                       | Không tham gia do lý do sức khỏe.                       |
| 57                                                      | Không tham gia do lý do sức khỏe.                       | Không tham gia do lý do sức khỏe.                       |
| 58                                                      | ●●○●○●●●○●○●●●●○●●                                      | 5 thắng - 13 thua                                       |
| 59                                                      | ○○○○○●●●●○●●○●●●●●                                      | 7 thắng - 11 thua                                       |
| 60                                                      | ●○○○○●●●○○●●○●○●●●                                      | 8 thắng - 10 thua                                       |
| 61                                                      | ●●○○●●○●●●●○●○●○●○                                      | 7 thắng - 11 thua                                       |
| 62                                                      | ○●○●○●●○○●○○●●●●●●                                      | 7 thắng - 11 thua                                       |

### Nữ hoàng Tứ quán - Nữ Lưu Lục quán
Tại lễ trao chứng nhận của Nữ Lưu Danh Nhân chiến kì thứ 43 - cũng là lần đầu tiên Satomi xuất hiện trước công chúng sau khi rời khỏi Trường Đào tạo Kỳ thủ trẻ, cô đã bày tỏ cảm nghĩ của mình về việc rời khỏi Tưởng Lệ hội. Cô đã khẳng định rằng bản thân hiện tại muốn tập trung vào các hoạt động để phổ biến shōgi và tham gia các sự kiện với tư cách một Nữ Lưu kì sĩ, và cũng "chưa bao giờ thật sự muốn trở thành một kì thủ chuyên nghiệp, kể cả khi còn đang ở trong Trường Đào tạo hay nay đã rời khỏi đó".
Ngày 23 tháng 6 năm 2018, cô thất bại trước Watanabe Mana tại Nữ Lưu Vương Vị chiến kì thứ 29 với tỉ số 1-3 chung cuộc, từ đó lần đầu tiên mất danh hiệu sau khi rời khỏi Tưởng Lệ hội. Ngày 18 tháng 2 năm 2019, Satomi tiếp tục đánh bại Ito Sae khiêu chiến giả tại Nữ Lưu Danh Nhân chiến kì thứ 45 để từ đó chiến thắng danh hiệu Nữ Lưu Danh Nhân 10 kì liên tiếp - san bằng kỉ lục với Hayashiba Naoko (người đã giành danh hiệu Nữ Lưu Vương Tướng 10 lần liên tiếp) 
Năm 2019, cô thách đấu Nishiyama Tomoka tại Giải Mynavi Nữ mở rộng kì thứ 12, tuy nhiên thất bại 1-3 chung cuộc và đây là lần đầu tiên Satomi thất bại với tư cách người thách đấu danh hiệu. Tại Nữ Lưu Vương Vị chiến kì thứ 30, Satomi đã đánh bại đương kim sở hữu danh hiệu là Watanabe Mana với tỉ số 3-1 để không chỉ đoạt lại danh hiệu này, trở lại Nữ Lưu Ngũ quán mà còn đạt được danh dự [クイーン王位 - Nữ hoàng Vương Vị]
Ngày 28 tháng 6 năm 2019, tại Kì Thánh chiến kì 91, cô giành chiến thắng trước Tonari Ryuma ở Sơ loại thứ Nhất, từ đó đạt chuỗi 4 chiến thắng liên tiếp của một Nữ Lưu kì sĩ trước một nam kì thủ chuyên nghiệp.
Tại kì đầu tiên của Thanh Lệ chiến - danh hiệu mới của giới Nữ Lưu kì sĩ ra mắt vào năm 2019, cô đánh bại Tomomi Kai ở loạt trận cuối cùng với tỉ số 3-0 trắng, từ đó trở thành kì thủ nữ đầu tiên giành được danh hiệu Thanh Lệ và cũng từ đó trở thành Nữ Lưu kì sĩ đầu tiên sở hữu cùng lúc sáu danh hiệu - Nữ Lưu Lục quán (女流六冠 Joryu Roku-kan), và tiếp tục thiếu Nữ Vương để hoàn thiện bộ sưu tập danh hiệu tại một thời điểm. Tuy nhiên, Satomi lại thất bại tại vòng 1 Xác định Khiêu chiến giả trước Ito Sae - sau đó là mất danh hiệu Nữ Lưu Vương Tướng, Nữ Lưu Vương Tọa trước Nishiyama Tomoka vào năm 2020. 
Ngày 11 tháng 2 năm 2020, tại Nữ Lưu Danh Nhân chiến kì thứ 46, cô đánh bại Muroya Yuki Nữ Lưu Tam đẳng ba ván liên tiếp để bảo vệ danh hiệu này, từ đó sở hữu danh hiệu Nữ Lưu Danh Nhân 11 kì liên tiếp để vượt qua kỉ lục của Hayashiba Naoko - cũng từ đó giúp Satomi trở thành Nữ Lưu kì sĩ xuất sắc nhất lịch sử. Ngày 1 tháng 4 năm 2020, cô được thăng lên Nữ Lưu Lục đẳng.
Ngày 7 tháng 2 năm 2021, cô đánh bại Kato Momoko Nữ Lưu Tam đẳng ở Nữ Lưu Danh Nhân chiến kì thứ 47 cũng với tỉ số 3-0 trắng, từ đó tiếp tục sở hữu danh hiệu này 12 kì liên tiếp để tiếp tục gia tăng kỷ lục của mình. Cũng nhờ chiến thắng này, cô đã giành được 43 danh hiệu Nữ Lưu - cân bằng với kỉ lục của Shimizu Ichiyo về số danh hiệu mà một nữ kì thủ đã giành được.
Ngày 2 tháng 6 năm 2021, cô bảo vệ danh hiệu Nữ Lưu Vương Vị tại kì thứ 32 khi đánh bại người thách đấu là Yamane Kotomi Nữ Lưu Nhị đẳng với tỉ số 3-0, và nhờ chiến thắng này, cô chính thức trở thành Nữ Lưu kì sĩ chiến thắng nhiều danh hiệu Nữ Lưu nhất với 44 kì tất cả.

### Bài thi lên chuyên
Năm 2022, bằng việc vượt qua giai đoạn Sơ loại của Kì Vương chiến kì thứ 48 với chiến thắng trước Komori Yuuta Ngũ đẳng, cô trở thành Nữ Lưu kì sĩ đầu tiên lọt vào giai đoạn Xác định Khiêu chiến giả của một giải danh hiệu chuyên nghiệp, và cũng đồng thời trở thành nữ kì thủ đầu tiên đủ điều kiện tham gia Bài thi lên chuyên (プロ編入試験 (Chuyên nghiệp Biên nhập Thí nghiệm) Puro Hennyu Shiken) vào ngày 27 tháng 5.
| Kết quả các ván đấu của Satomi Kana trước khi tham dự Bài thi lên chuyên                       | Kết quả các ván đấu của Satomi Kana trước khi tham dự Bài thi lên chuyên | Kết quả các ván đấu của Satomi Kana trước khi tham dự Bài thi lên chuyên | Kết quả các ván đấu của Satomi Kana trước khi tham dự Bài thi lên chuyên | Kết quả các ván đấu của Satomi Kana trước khi tham dự Bài thi lên chuyên |
| Ngày, tháng, năm                                                                               | Giải đấu                                                                 | Đối thủ                                                                  | Đối thủ                                                                  | Kết quả                                                                  |
| ---------------------------------------------------------------------------------------------- | ------------------------------------------------------------------------ | ------------------------------------------------------------------------ | ------------------------------------------------------------------------ | ------------------------------------------------------------------------ |
| 20/7/2021                                                                                      | Gia Cổ Xuyên Thanh Lưu chiến                                             | Tomita Seiya                                                             | Tứ đẳng                                                                  | ●                                                                        |
| 23/7/2021                                                                                      | Vương Vị chiến                                                           | Kuroda Takayuki                                                          | Ngũ đẳng                                                                 | ○                                                                        |
| 1/9/2021                                                                                       | Vương Vị chiến                                                           | Murata Akihiro                                                           | Lục đẳng                                                                 | ●                                                                        |
| 30/9/2021                                                                                      | Vương Tọa chiến                                                          | Yamamoto Shinya                                                          | Lục đẳng                                                                 | ○                                                                        |
| 16/10/2021                                                                                     | Vương Tọa chiến                                                          | Takada Akihiro                                                           | Tứ đẳng                                                                  | ○                                                                        |
| 26/11/2021                                                                                     | Ngân Hà chiến                                                            | Honda Kei                                                                | Ngũ đẳng                                                                 | ○                                                                        |
| 26/11/2021                                                                                     | Ngân Hà chiến                                                            | Nishikawa Kazuhiro                                                       | Lục đẳng                                                                 | ○                                                                        |
| 16/12/2021                                                                                     | Vương Tọa chiến                                                          | Hoshino Yoshitaka                                                        | Ngũ đẳng                                                                 | ●                                                                        |
| 21/12/2021                                                                                     | Ngân Hà chiến                                                            | Sasaki Daichi                                                            | Ngũ đẳng                                                                 | ●                                                                        |
| 24/12/2021                                                                                     | Long Vương chiến                                                         | Kariyama Mikio                                                           | Tứ đẳng                                                                  | ●                                                                        |
| 11/1/2022                                                                                      | Kì Vương chiến                                                           | Urano Masahiko                                                           | Bát đẳng                                                                 | ○                                                                        |
| 11/2/2022                                                                                      | Kì Vương chiến                                                           | Sawada Shingo                                                            | Thất đẳng                                                                | ○                                                                        |
| 1/4/2022                                                                                       | Kì Vương chiến                                                           | Ikenaga Takeshi                                                          | Ngũ đẳng                                                                 | ○                                                                        |
| 6/5/2022                                                                                       | Kì Vương chiến                                                           | Tomita Seiya                                                             | Tứ đẳng                                                                  | ○                                                                        |
| 27/5/2022                                                                                      | Kì Vương chiến                                                           | Kumori Yuuta                                                             | Ngũ đẳng                                                                 | ○                                                                        |
| Tổng kết quả: 10 thắng - 4 thua (Tỉ lệ thắng 0,714) - đủ điều kiện tham gia Bài thi lên chuyên |                                                                          |                                                                          |                                                                          |                                                                          |
| 24/6/2022                                                                                      | Kì Thánh chiến                                                           | Urano Masahiko                                                           | Bát đẳng                                                                 | ○                                                                        |
| 24/6/2022                                                                                      | Kì Thánh chiến                                                           | Deguchi Wakamu                                                           | Lục đẳng                                                                 | ○                                                                        |
| 4/7/2022                                                                                       | NHK Cup                                                                  | Imaizumi Kenji                                                           | Ngũ đẳng                                                                 | ●                                                                        |
| 19/7/2022                                                                                      | Gia Cổ Xuyên Thanh Lưu chiến                                             | Masegi Kenta                                                             | Tam đẳng                                                                 | ○                                                                        |
| 19/7/2022                                                                                      | Gia Cổ Xuyên Thanh Lưu chiến                                             | Orita Shogo                                                              | Tứ đẳng                                                                  | ○                                                                        |
| 5/8/2022                                                                                       | Vương Vị chiến                                                           | Hoshino Yoshitaka                                                        | Ngũ đẳng                                                                 | ●                                                                        |
| 12/8/2022                                                                                      | Cup Asahi mở rộng                                                        | Arimori Kouzou                                                           | Bát đẳng                                                                 | ●                                                                        |
| 15/8/2022                                                                                      | Kì Vương chiến                                                           | Akutsu Chikara                                                           | Bát đẳng                                                                 | ●                                                                        |

Đơn yêu cầu tham gia Bài thi lên chuyên của Satomi Kana được chấp thuận vào ngày 24 tháng 6 năm 2022. Đây là bài thi thứ ba được tổ chức, và cũng là lần đầu tiên ứng viên tham gia là một nữ kì thủ. Năm giám khảo của Satomi là năm kì thủ Tứ đẳng mới tham gia hệ thống khi đó với số hiệu thứ 328 tới 332, với mỗi ván đấu tổ chức một tháng và bắt đầu từ ngày 18 tháng 8.. Trong thời gian diễn ra bài thi, cô còn phải tham gia loạt trận tranh danh hiệu Thanh Lệ lần thứ tư, Bạch Linh lần thứ hai, tiếp đó là bảo vệ cùng lúc ba danh hiệu là Nữ Lưu Vương Tọa - Nữ Lưu Vương Tướng và Thương Phu Đằng Hoa. 
Tuy nhiên, Satomi đã trở thành ứng viên đầu tiên không thành công vượt qua bài thi này khi thất bại với tỉ số 0-3. Tuy nhiên, nếu như một lần nữa đạt đủ điều kiện để tham gia bài thi này, cô vẫn có quyền được đăng kí tham gia.
| Kết quả Bài thi lên chuyên của Satomi Kana                        | Kết quả Bài thi lên chuyên của Satomi Kana | Kết quả Bài thi lên chuyên của Satomi Kana | Kết quả Bài thi lên chuyên của Satomi Kana | Kết quả Bài thi lên chuyên của Satomi Kana |
| Ngày, tháng, năm 2022                                             | Kết quả                                    | Kết quả                                    | Kết quả                                    | Giám khảo (số hiệu kì thủ)                 |
| ----------------------------------------------------------------- | ------------------------------------------ | ------------------------------------------ | ------------------------------------------ | ------------------------------------------ |
| 18 tháng 8                                                        |                                            | ●-○                                        | ▲Tiên thủ                                  | Tokuda Kenshi (332)                        |
| 22 tháng 9                                                        | ▲Tiên thủ                                  | ●-○                                        |                                            | Okabe Reo (331)                            |
| 13 tháng 10                                                       |                                            | ●-○                                        | ▲Tiên thủ                                  | Kariyama Mikio (330)                       |
| Tháng 11                                                          | -                                          | -                                          | -                                          | Yakoyami Tomoki (329)                      |
| Tháng 12                                                          | -                                          | -                                          | -                                          | Takada Akihiro (328)                       |
| Satomi Kana Nữ Lưu Ngũ quán kết thúc với 0 ván thắng - 3 ván thua |                                            |                                            |                                            |                                            |

### Nữ Lưu Lục quán - Hoàn thành bộ sưu tập danh hiệu
Ngày 21 tháng 10 năm 2022, tại Bạch Linh chiến kì thứ 2, cô đã đánh bại Nishiyama Tomoka với tỉ số 4-3 chung cuộc, để không chỉ hoàn thành bộ sưu tập danh hiệu Nữ Lưu mà từ đó quay trở lại với việc sở hữu sáu danh hiệu Nữ Lưu cùng một lúc. Tuy nhiên, chỉ 7 ngày sau đó, ngày 28/10/2022, cô lại thất bại trước chính Nishiyama tại Nữ Lưu Vương Tướng chiến kì 44 với tỉ số 1-2 và đánh mất danh hiệu này. 

## Phong cách chơi cờ
Satomi Kana là một kì thủ thông thạo Chấn Phi Xa.

## Cá nhân
- Satomi Kana vẫn làm theo lời khuyên của Takahashi Yamato rằng "Cháu nên giải Tsume shogi hàng ngày", kể cả khi đã trở thành một Nữ Lưu kì sĩ.[65]
- Khi còn đang là một học sinh Sơ trung, cô rất yêu thích truyện tranh trên Weekly Shōnen Jump.
- Cũng khi học Sơ trung - khi mà cô đã trở thành một Nữ Lưu kì sĩ, cô tham gia vào câu lạc bộ bóng bàn của trường với mục đích rèn luyện sức khỏe, thậm chí đã tham gia giải đấu của tỉnh vào năm ba sơ trung và thậm chí chiến thắng (mà theo lời của Satomi là do may mắn).[66]
- Toyoshima Masayuki đã nhắc tới Satomi với hình ảnh của một Nữ Lưu kì sĩ chăm chỉ trong một buổi phỏng vấn. Anh cũng gợi lại ký ức quá khứ: "Trong quá khứ, chỉ có Hiroyuki Miura và Satomi là hai người duy nhất muốn chơi cờ với tôi khi tôi đang ăn cơm thôi (cười). Tôi thật sự có ấn tượng với Satomi về một kì thủ nghiêm túc và đầy quyết tâm, nhưng ngoài bàn cờ cô ấy cũng tinh nghịch, vui vẻ và hòa đồng."[67]
- Em gái của Satomi - Kawamata Saki cũng theo nghiệp Nữ Lưu kì sĩ giống như chị mình. Cùng với Kawamata, đây là cặp chị em thứ ba trong tổng số năm cặp chị em mà cả hai cùng làm nghề kì thủ chuyên nghiệp nữ, gồm có:

| Chị              | Ngày sinh         | Đẳng cấp        | Em               | Ngày sinh        | Đẳng cấp        |
| ---------------- | ----------------- | --------------- | ---------------- | ---------------- | --------------- |
| Nakamura Akiko   | 2 tháng 3, 1977   | Nữ Lưu Nhị đẳng | Nakamura Hiromi  | 26 tháng 1, 1979 | Nữ Lưu Nhị đẳng |
| Ōba Mika         | 1 tháng 8, 1969   | Nữ Lưu Sơ đẳng  | Ōba Miki         | 12 tháng 1, 1971 | Nữ Lưu Sơ đẳng  |
| Satomi Kana      | 2 tháng 3, 1992   | Nữ Lưu Lục đẳng | Kawamata Saki    | 28 tháng 4, 1996 | Nữ Lưu Sơ đẳng  |
| Wada Aki         | 14 tháng 11, 1997 | Nữ Lưu Sơ đẳng  | Wada Hana        | 14 tháng 1, 2002 | Nữ Lưu Nhất cấp |
| Yamaguchi Nikori | 17 tháng 9, 2002  | Nữ Lưu Nhị cấp  | Yamaguchi Sarari | 11 tháng 1, 2005 | Nữ Lưu Nhất cấp |

- Tuy nhiên, chỉ có Satomi và Kawamata là cặp chị em duy nhất đã từng gặp nhau tại một giải đấu chính thức, đó là ván đấu tại vòng 1 - Xác định Khiêu chiến giả của Giải Mynavi Nữ mở rộng lần thứ 15. Ván cờ kết thúc với thắng lợi cho Satomi Kana sau 99 nước đi.[68][69][70]

## Lịch sử thăng cấp

### Tư cách Nữ Lưu kì sĩ
- Tháng 10 năm 2003: Gia nhập Trường Đào tạo Nữ Lưu kì sĩ
- Ngày 1 tháng 10 năm 2004: Nữ Lưu Nhị cấp - trở thành kì thủ chuyên nghiệp nữ
- Ngày 1 tháng 4 năm 2006: Nữ Lưu Nhất cấp (lọt vào tổ B của Nữ Lưu Danh Nhân chiến - lọt vào giai đoạn Xác định Khiêu chiến giả của Nữ Lưu Vương Tướng chiến)
- Ngày 22 tháng 2 năm 2007: Nữ Lưu Sơ đẳng (về nhì ở giải Nữ mở rộng)
- Ngày 29 tháng 9 năm 2008: Nữ Lưu Nhị đẳng (Thách đấu danh hiệu Thương Phu Đằng Hoa lần thứ 16)
- Ngày 1 tháng 4 năm 2009: Nữ Lưu Tam đẳng (Chiến thắng danh hiệu Thương Phu Đằng Hoa Kỳ thứ 16)
- Ngày 10 tháng 2 năm 2010: Nữ Lưu Tứ đẳng (Chiến thắng danh hiệu lần thứ 3 - Nữ Lưu Danh Nhân kì thứ 36)
- Ngày 18 tháng 10 năm 2011: Nữ Lưu Ngũ đẳng (Chiến thắng danh hiệu lần thứ 7 - Nữ Lưu Vương Tướng kì thứ 33)
- Ngày 1 tháng 4 năm 2020: Nữ Lưu Lục đẳng

### Ở Trường Đào tạo Kỳ thủ trẻ
- Ngày 21 tháng 5 năm 2011: Nhất cấp (Gia nhập Tưởng Lệ hội)
- Ngày 7 tháng 1 năm 2012: Sơ đẳng (12 thắng - 4 thua)
- Ngày 29 tháng 7 năm 2013: Nhị đẳng (12 thắng - 4 thua)
- Ngày 23 tháng 12 năm 2013: Tam đẳng (12 thắng - 3 thua)
- Ngày 4 tháng 3 năm 2018: Rời khỏi Trường Đào tạo do chạm giới hạn 26 tuổi.

## Thống kê
Danh hiệu được in đậm chỉ danh hiệu mà Satomi Kana đang sở hữu 
| Danh hiệu           | Loạt danh hiệu    | Thời gian sở hữu                                 | Tham gia | Chiến thắng | Liên tiếp | Danh dự                      |
| ------------------- | ----------------- | ------------------------------------------------ | -------- | ----------- | --------- | ---------------------------- |
| Bạch Linh           | 7 ván Tháng 9 -11 | 2022 (Kì 2)                                      | 2 kì     | 1 kì        |           |                              |
| Thanh Lệ            | 5 ván Tháng 8-9   | 2019-2020, 2022-2024 (Kì 1, 2, 4-6)              | 6 kì     | 5 kì        | 3 kì      | Nữ hoàng Thanh Lệ            |
| Nữ Vương            | 5 ván Tháng 4-5   | 2013 (Kì 6)                                      | 4 kì     | 1 kì        |           |                              |
| Nữ Lưu Vương Tọa    | 5 ván Tháng 10-12 | 2013, 2016-2018, 2021-2022 (Kì 3, 6-8, 11, 12)   | 8 kì     | 6 kì        | 3 kì      | Nữ hoàng Vương Tọa           |
| Nữ Lưu Danh Nhân    | 5 ván Tháng 1-2   | 2009-2020, 2023 (Kì 36-47, 50)                   | 14 kì    | 13 kì       | 12 kì     | Nữ hoàng Danh Nhân           |
| Nữ Lưu Vương Vị     | 5 ván Tháng 4-6   | 2012, 2015-2017, 2019-2024 (Kì 23, 26-28, 30-35) | 12 kì    | 10 kì       | 6 kì      | Nữ hoàng Vương Vị            |
| Nữ Lưu Vương Tướng  | 3 ván Tháng 10    | 2010-2012, 2015-2018, 2021 (Kì 32-34, 37-40, 43) | 11 kì    | 8 kì        | 4 kì      | Nữ hoàng Vương Tướng         |
| Thương Phu Đằng Hoa | 3 ván Tháng 11    | 2008-2012, 2015-2023 (Kì 16-20, 23-31)           | 15 kì    | 14 kì       | 9 kì      | Nữ hoàng Thương Phu Đằng Hoa |